# Cmentarze ewangelickie w Płocku
W Płocku istnieją dwa cmentarze ewangelickie:

## Cmentarz Ewangelicki (ul. Kazimierza Wielkiego 35)
Cmentarz położony w sąsiedztwie Domu Technika PKN Orlen. Cmentarz zajmuje powierzchnię 2 ha, posiada murowane ogrodzenie, jest zadrzewiony, poszczególne jego części przecinają drogi gruntowe. Częścią przyskarpową cmentarza poprowadzona została promenada spacerowa. Cmentarz został założony w XIX wieku. Najstarszy czytelny napis nagrobny pochodzi z 1836 roku i należy do Johanna Carla Hewelke (ur. 1771 r. w Toruniu, zm. 1836 r. w Płocku) - proboszcza parafii ewangelickiej w Płocku, późniejszego superintendenta oraz przewodniczącego Konsystorza. Aleja główna dzieli go na dwie części, wzdłuż których znajduje się wiele zabytkowych grobowców i rzeźb, reprezentujących różne style. Zwraca uwagę między innymi: 
- grobowiec rodziny Kunkel z Drobina, na piaskowcowym cokole, wykonany z żeliwa w stylu neogotyckim; spoczywają tu Paweł (+1856) i jego synowie August (+1858), Jan (1863), Hugo (+1888), Robert (+1897) i Eugeniusz (+1908);
- pomnik nagrobny Jana Kessel (1844-1925) i Amalii Kessel (1853-1932) wykonany z piaskowca, bezstylowy,

- płyta nagrobna ku czci Władysława Sztromajera (1861-1933), pierwszego prezesa Rady Miejskiej miasta Płocka w odrodzonej Polsce, działacza PSS,
- płyta nagrobna Ferdynanda Otmarsztajna (1852-1901), członka Sądu Okręgowego Płockiego.

Jeden z nielicznych współczesnych nagrobków wystawionych na tym samym cmentarzu poświęcony jest Ludwikowi, Franciszce, Janinie Boetzel oraz żołnierzom Armii Krajowej. Grobów w sumie jest kilkaset, współczesne należą do rzadkości. Na cmentarzu są pomniki odlewane z żeliwa, pochodzące z płockiej odlewni prowadzonej przez Izydora Sarnę. Jest to jedyny cmentarz, gdzie znajdują się grobowce z napisami w języku polskim, niemieckim, rosyjskim i francuskim. 

## Cmentarz Ewangelicki (ul. Kalinowa 100)
Cmentarz zajmuje powierzchnię 0,24 ha. W 1985 roku na cmentarzu znajdowały się jedynie dwa ocalałe pomniki pochodzące z okresu międzywojennego. Od 1965 roku cmentarz jest zamknięty.